# Kungsgatan (Estocolmo)
A Kungsgatan (LITERALMENTE Rua do Rei) é uma conhecida rua do centro da cidade de Estocolmo na Suécia.
Começa na ponte Kungsbron, passa pela praça Hötorget, atravessa a rua Sveavägen e termina na rua Birger Jarlsgatan.
É uma rua movimentada com cinemas, lojas de modas e dois arranha-céus da década de 1920.

## Galeria

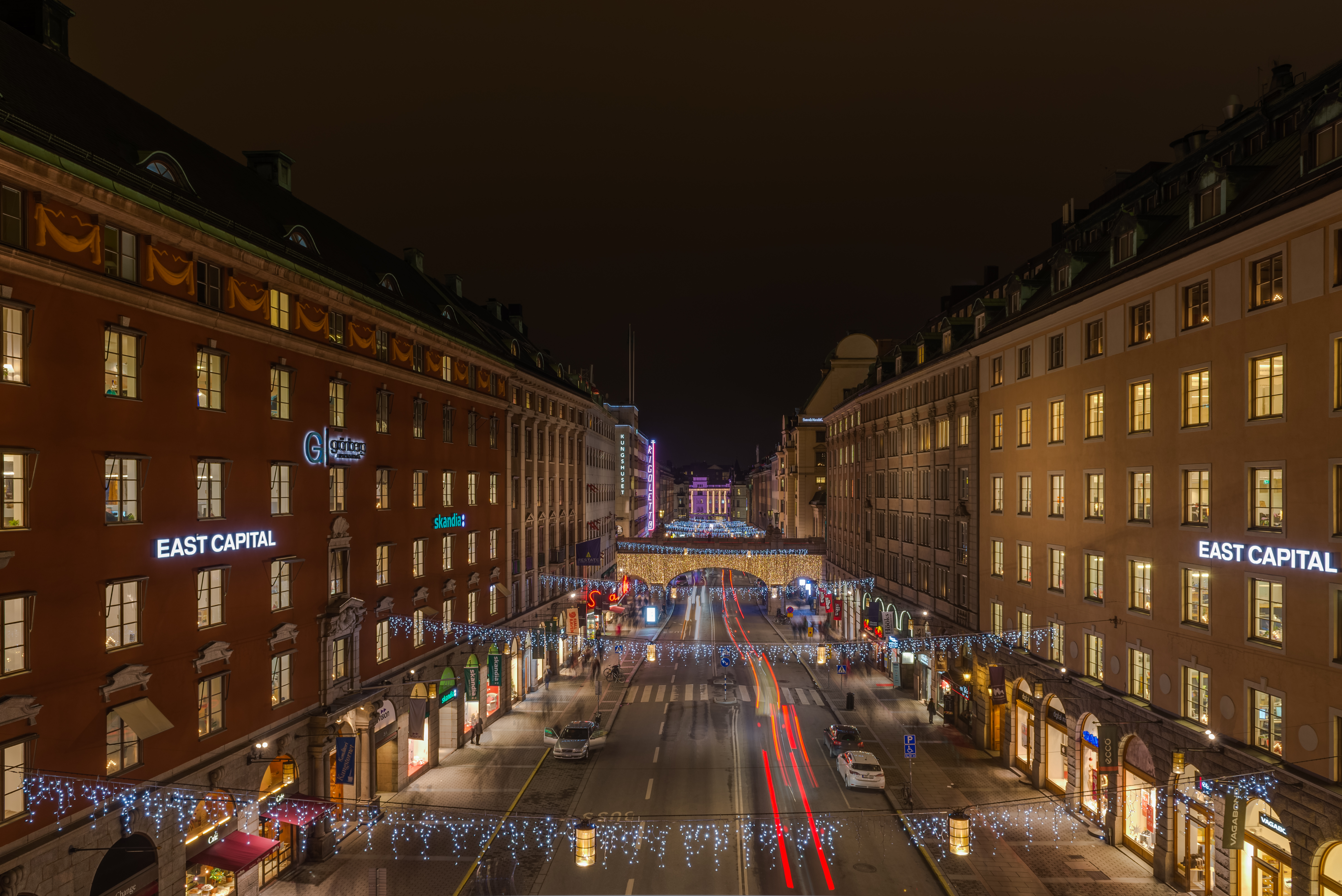
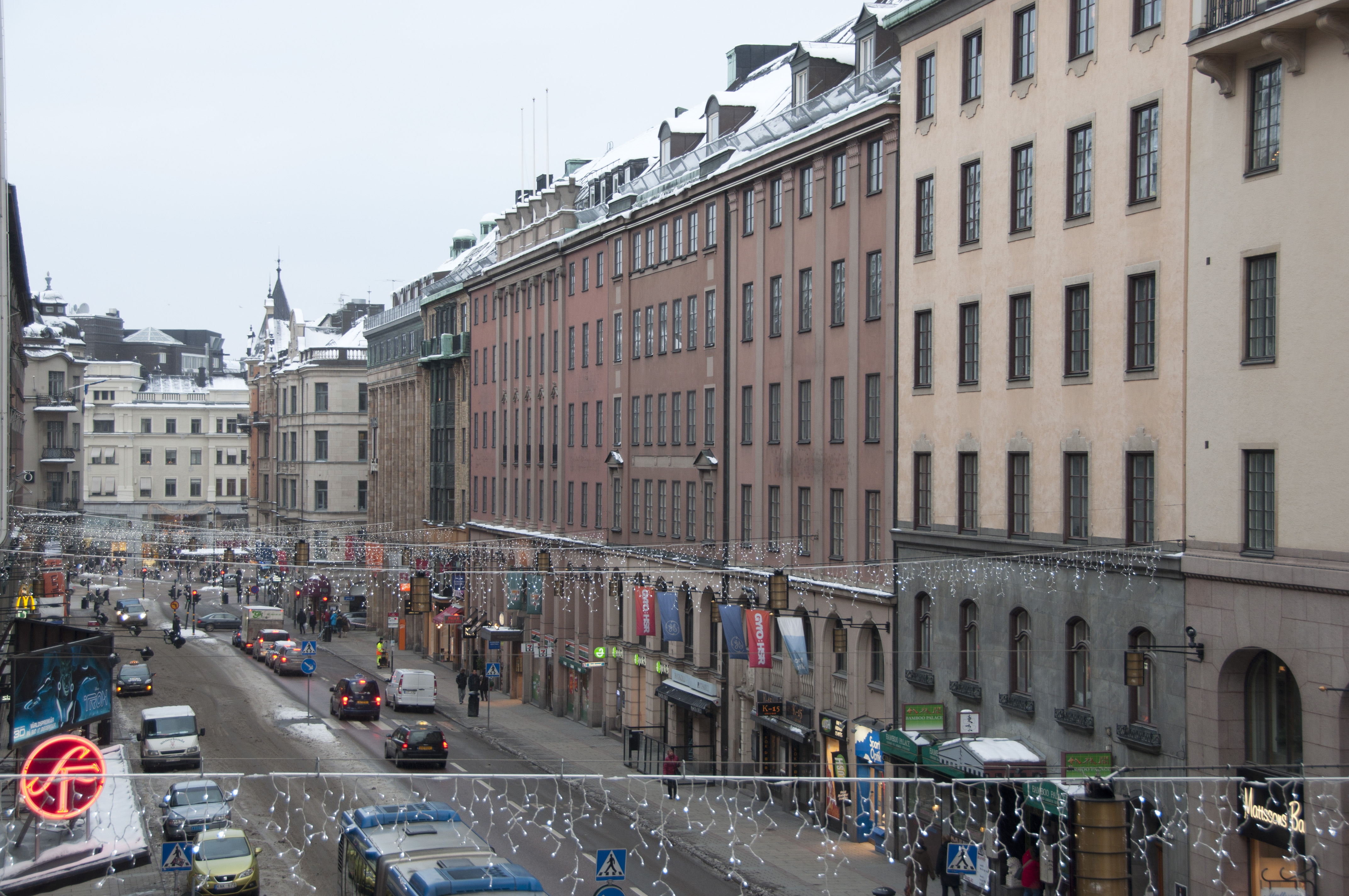
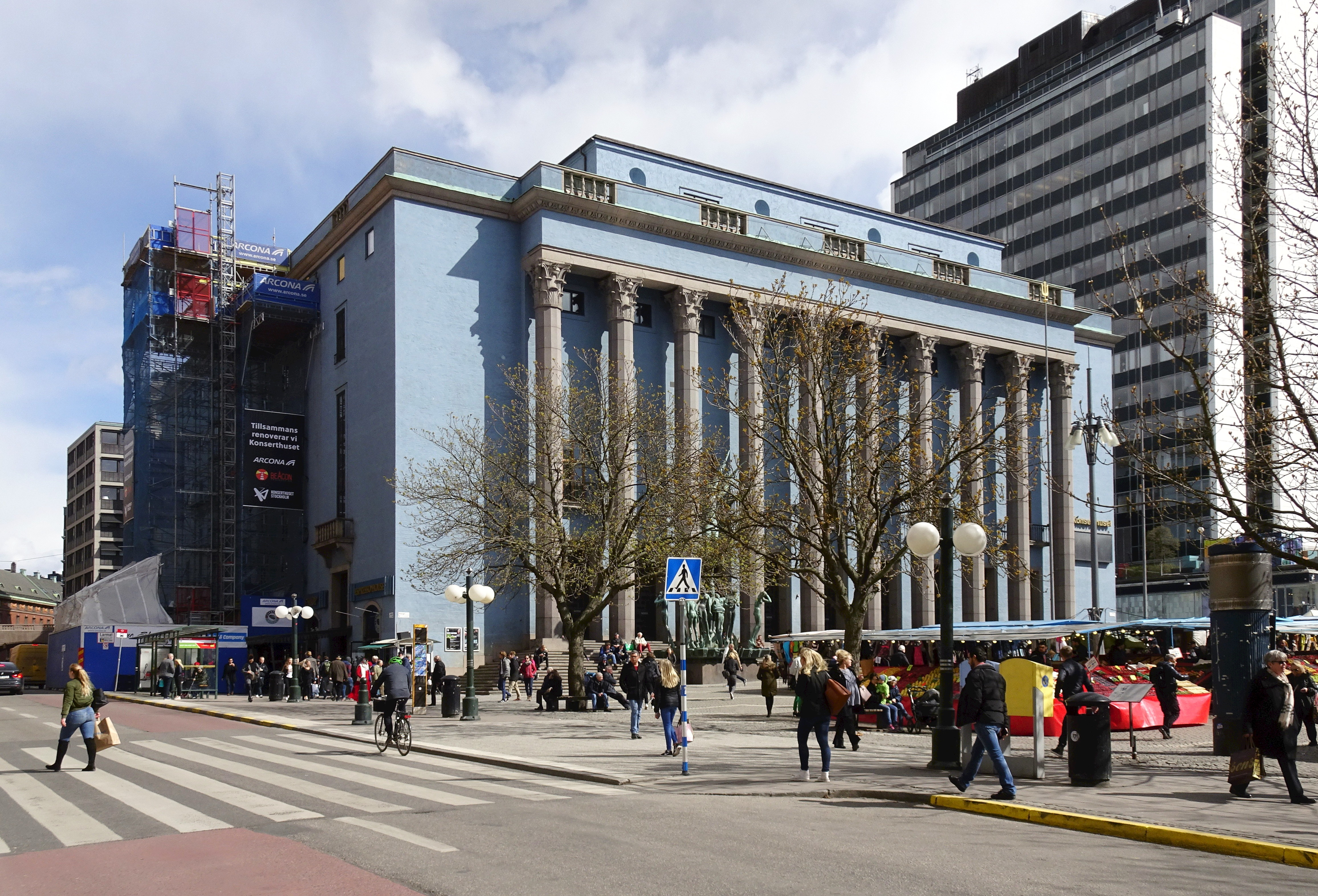
A Sala de Concertos de Estocolmo
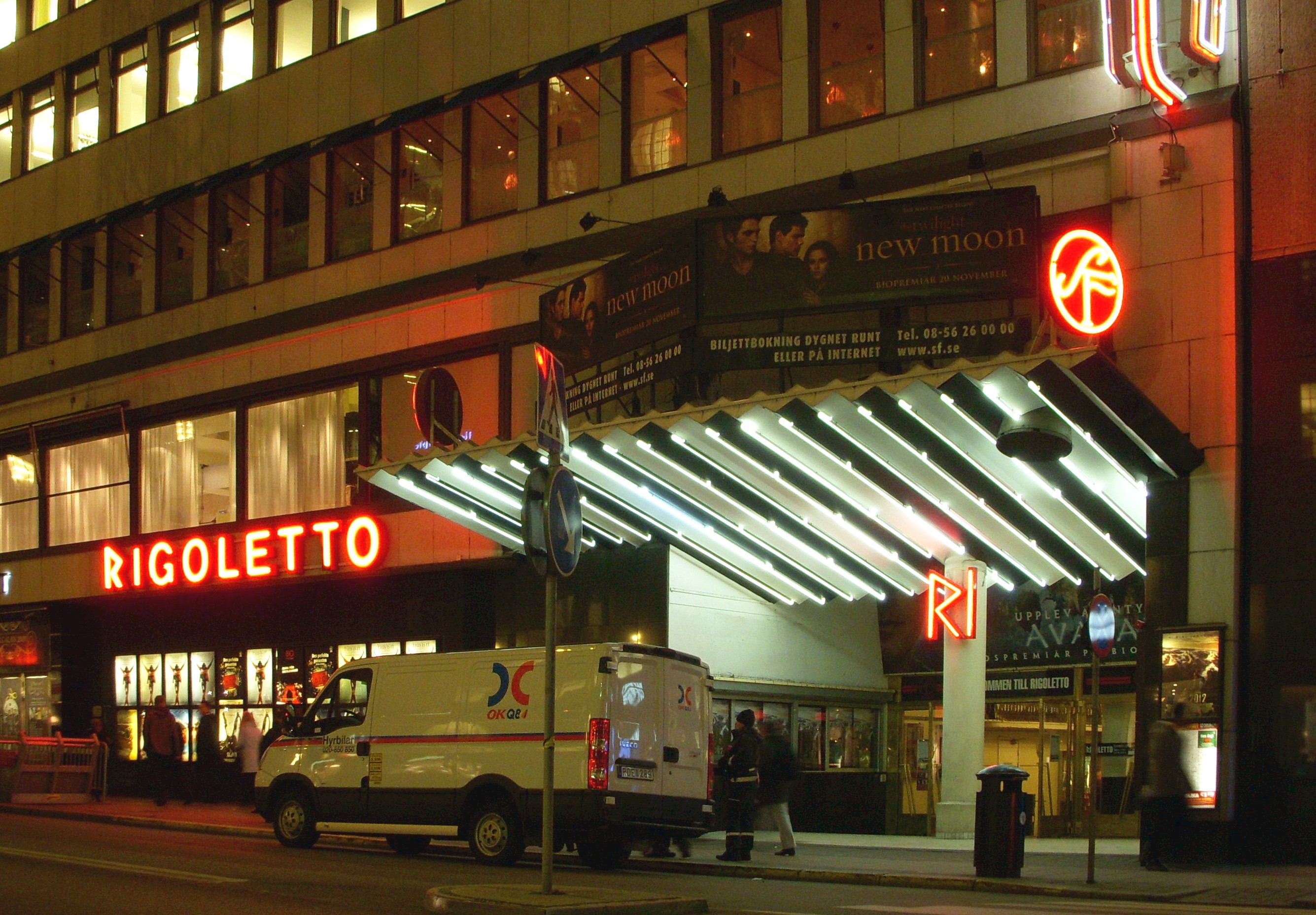
O cinema Rigoletto
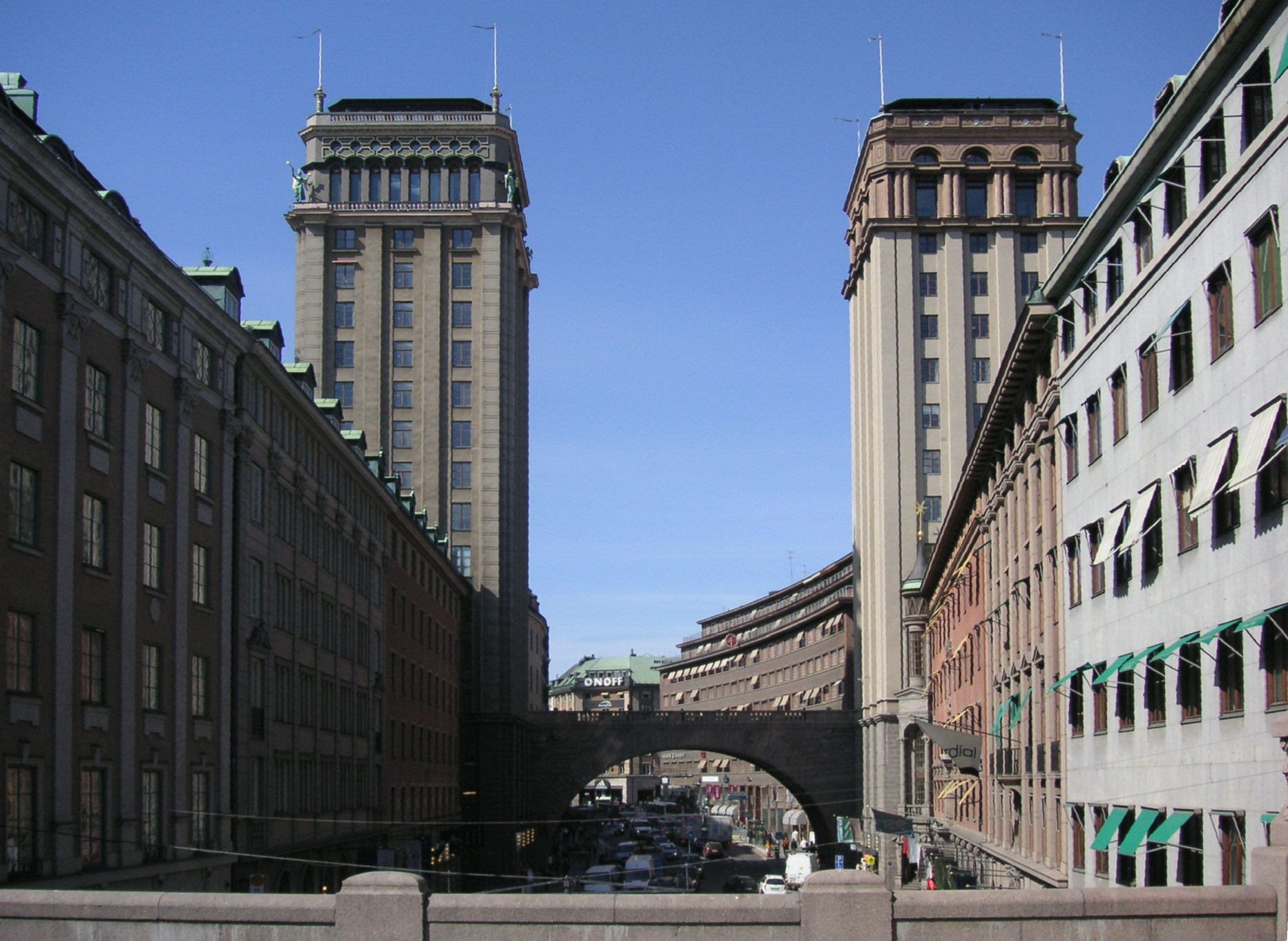
Os ”arranha-céus” da década de 1920
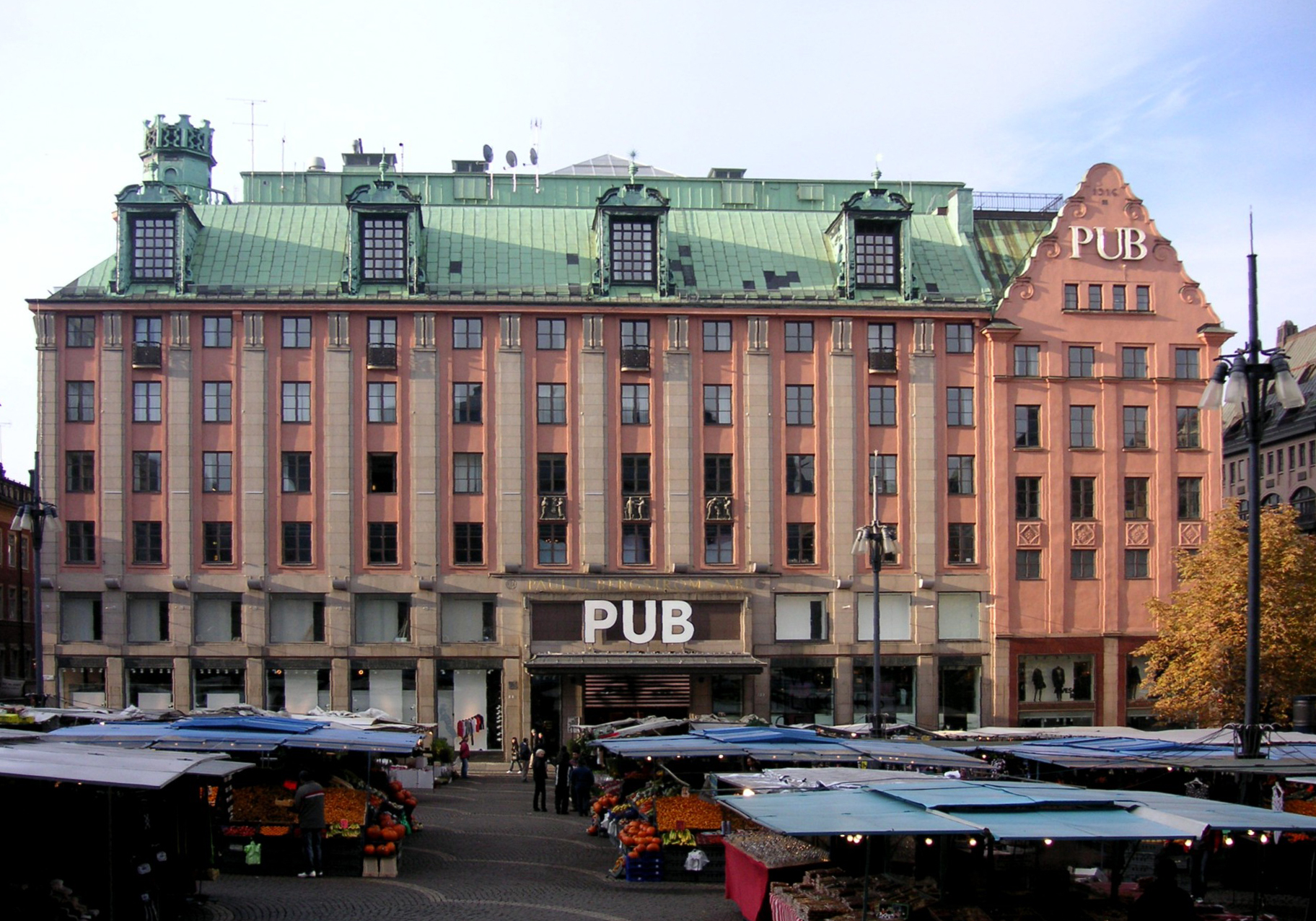
O centro comercial PUB